# ランバイエケ県
ランバイエケ県（ランバイエケけん、スペイン語: Región Lambayeque）は、太平洋に面し、ペルー北西部に位置する県である。県都はチクラヨ。

## 隣接する県
- ピウラ県
- カハマルカ県
- ラ・リベルタ県

## 行政区画
行政区画は3つの郡（英語：provinces。スペイン語：provincias、単数：provincia）に分けられる。それらは38の地区（英語：districts。スペイン語：distritos、単数：distrito）から構成される。
郡は以下の通りである。
|   | 郡名       | 中心地     | 図 |
| - | ---------- | ---------- | -- |
| ■ | Chiclayo   | Chiclayo   |    |
| ■ | Ferreñafe  | Ferreñafe  |    |
| ■ | Lambayeque | Lambayeque |    |